# Amar Pelos Dois
«Amar Pelos Dois» — переможна пісня Сальвадора Собрала для конкурсу Євробачення 2017 в Києві, Україна. Отримала також Премію Марселя Безансона.
Назва перекладається як «Кохання за двох», написано пісню португальською мовою. Співак звертається до своєї колишньої коханої. Він каже, що живе тільки заради любові до неї і що до неї він не жив, а лише існував. Він просить її почути його молитви, повернутися і знову його полюбити. В кінці пісні він заявляє, що якщо вона не поступиться, то його серце «зможе любити за двох».
Триб'ют українською мовою цієї пісні вперше записали Марина Одольська та Алекс Бортніков

## Список композицій
| Цифрове завантаження | Цифрове завантаження | Цифрове завантаження |
| #                    | Назва                | Тривалість           |
| -------------------- | -------------------- | -------------------- |
| 1.                   | «Amar pelos Dois»    | 3:05                 |

| CD сингл | CD сингл                                   | CD сингл   |
| #        | Назва                                      | Тривалість |
| -------- | ------------------------------------------ | ---------- |
| 1.       | «Amar pelos Dois»                          |            |
| 2.       | «Amar pelos Dois» (інструментальна версія) |            |